# القرصان الأحمر
القرصان الأحمر (بالإنجليزية: The Red Rover)‏ هي رواية بقلم الكاتب الأمريكي جيمس فينيمور كوبر نشرت أولاً في باريس في 27 نوفمبر 1827. ونشرت في لندن بعد ثلاثة أيام في 30 نوفمبر، ولم تنشر في الولايات المتحدة حتى 9 يناير 1828 في فيلادلفيا. بعد وقت قصير من نشرها، تم اقتباسها للمسرح في كل من الولايات المتحدة وانكلترا.
تتناول الرواية مغامرات البحار «ديك فيد»، والبحار الأسود المحرر «سكيبيو أفريكانوس»، وضابط البحرية الملكية «جيمس وايلدر» وهم يواجهون القرصان الشهير المعروف باسم «القرصان الأحمر».
يشير أحد المقيّمين المعاصرين كيف أن «كوبر» أجاد كتابة روايات البحر مثل القرصان الأحمر، كون البحر يمثل بالنسبة له عنصرًا أكثر طبيعية، أو ما يسميه المؤلف روايات البرية، والتي ركزت على الهنود، وإدخال الرجل الأبيض إلى البرية مثل آخر الموهيكان. بالإضافة إلى ذلك، يظهر في الرواية ما يوصف أنه أحد أوائل التصويرات الجدية للشخصيات الإفريقية في الأدب الأمريكي.